# Temporada 1934-1935 del Liceu
La temporada 1934-1935 del Liceu va comptar amb un fet curiós, la nova òpera El Estudiante de Salamanca, basada en el celebrat poema de José de Espronceda i musicada per Joan Gaig, que va haver d'escoltar-se enmig de les immortals produccions de Wagner i de Mozart (l'estrena escaigué el 15 de gener), causà un ben pobre efecte. La seva tècnica aparegué força anticuada, i d'un gust bastant discutible certs números de la partitura, lluny de l'ambient seriós del Liceu. Les crítiques es van demanar per quins motius fou admesa l'obra.
Els mesos de gener i febrer es van celebrar els festivals Mozart-Wagner sota la direcció de Karl Elmendorff i Eugen Szenkar, que van comptar com a intèrprets principals amb Anna Bathy, Ella Némethy, Carlota Dahmen, Erna Berger, Magda Strack, Eyvind Laholm, Karl Laufkotter, Hans Nissen, Willi Domgraf-Fassbänder, Fritz Harlan, Richard Bitterauff, Ludwig Weber i Sigfrid Tappolet.
| Temporada 1934-1935 del Liceu  |                         |                  |                   | |           |                            |
| Òpera                          | Compositor              | Director musical | Director d'escena | Papers principals | Producció | Dates                      |
| Borís Godunov                  | Modest Mússorgski       | Michel Steiman   | Nicolas Moysenko  | Zygmund Zaleski, Helene Sadoven, Teodoro Ritch, Marex Liven, Georges Doubrowsky, Constantin Kaidanoff, Pola Fiszel, Georges Possemkowsky, Elsa Gebrant, Antonina Antonovitx, Raissa Azrof, Konstantin Jukovitx                                      |           | 22 de novembre             |
| Andrea Chénier                 | Umberto Giordano        | Josep Sabater    | Joan Villaviciosa | Fidela Campiña, Cristóbal Altube, Apollo Granforte, Rosita Salagaray, Elena Lucci, Mercè Roca, Joaquim Alsina, Josep Fernández, Conrad Giralt, Josep Farràs, Joan Gayolà                                                                            |           | 27 de novembre             |
| Der Rosenkavalier              | Richard Strauss         | Joan Manén       | Adrià Gual        | Mercè Capsir, Carlota Dahmen-Chao, Vincenzo Bettoni, Concepció Oliver, Rosita Salagaray, Ricard Fusté, Mercè Roca, August Gonzalo, Conrad Giralt, Joan Gayolà, Josep Farràs, Montserrat Viladoms, Elena Lucci, Josep Torras, Licuà                  |           | 4 de desembre              |
| I puritani                     | Vincenzo Bellini        | Alfredo Padovani | Joan Villaviciosa | Mercè Capsir, Hipòlit Lázaro, Apollo Granforte, Joaquim Alsina, Josep Farràs, Conrad Giralt, Elena Lucci |           | 6 i 9 de desembre          |
| Il trovatore                   | Giuseppe Verdi          | Josep Sabater    | Joan Villaviciosa | Fidela Campiña, Cristóbal Altube, Apollo Granforte, Rosita Salagaray, Joaquim Alsina, Mercè Roca, August Gonzalo, Joan Gayolà |           | 8, 11, 15 de desembre      |
| El barber de Sevilla           | Gioachino Rossini       | Alfredo Padovani | Joan Villaviciosa | Mercè Capsir, Cristy Solari, Carlo Galeffi, Vincenzo Bettoni, Josep Fernández, August Gonzalo, Josep Farràs |           | 13 de desembre             |
| Il matrimonio segreto          | Domenico Cimarosa       | Alfredo Padovani | Joan Villaviciosa | Alba Damonte, Elena Morini, Maria Capuana, Mario Gubiani, Leone Paci, Christy Solari, Elena Lucci |           | 20 de desembre             |
| Las golondrinas                | José María Usandizaga   | Alfredo Padovani | Rafel Moragas     | Fidela Campiña, Carlo Galeffi, Rosita Salagaray, Joaquim Alsina, Joan Gayolà, August Gonzalo |           | 22 de desembre             |
| Aida                           | Giuseppe Verdi          | Alfredo Padovani | Joan Villaviciosa | Clara Jacobo, Luigi Marletta, Giovanni Inghilleri, Maria Capuana, Joaquim Alsina, Conrad Giralt, August Gonzalo |           | 25 de desembre             |
| Carmen                         | Georges Bizet           | Antoni Capdevila | Joan Villaviciosa | Fidela Campiña, Cristóbal Altube, Apollo Granforte, Rossi Power, Joaquim Alsina, Mercè Roca, Elena Lucci, Joan Gayolà, August Gonzalo, Josep Farràs                                                                                                 |           | 30 desembre                |
| Tosca                          | Giacomo Puccini         | Alfredo Padovani | Joan Villaviciosa | Clara Jacobo, José Luccioni, Giovanni Inghilleri, Joan Gayolà, Josep Fernández, August Gonzalo, Conrad Giralt, Emili Bastons |           | 3 de gener                 |
| Die Walküre                    | Richard Wagner          | Karl Elmendorff  | Georges Pauly     | Ella Némethy, Eyvind Laholm, Carlota Dahmen, Hans Nissen, Magda Strack, Ludwig Weber, Barcena, Mercè Roca, Rosita Salagaray, Carme Bau-Bonaplata, Elena Lucci, Dolors Durand, Montserrat Viladoms                                                   |           | 13 de gener                |
| Lohengrin                      | Richard Wagner          | Karl Elmendorff  | Georges Pauly     | Anna Bathy, Eyvind Laholm, Hans Nissen, Magda Strack, Ludwig Weber, Fritz Weber |           | 17 de gener                |
| El estudiante de Salamanca     | Joan Gaig               | Alfredo Padovani | Rafael Moragas    | Hipòlit Lázaro, Carme Bau Bonaplata, Ramon Cortinas, Elena Lucci, Mercè Roca, Montserrat Viladoms, Josep Farràs, Conrad Giralt, August Gonzalo, Joan Gayolà, Emili Bastons, Josep Fernández                                                         |           | 20 de gener                |
| Die Meistersinger von Nürnberg | Richard Wagner          | Karl Elmendorff  | Georges Pauly     | Hans Nissen, Anna Bathy, Theodore Strack, Sigfrid Tappolet, Richard Bitterauff, Karl Laufkotter, Magda Strack, Fritz Harlan, Joan Gayolà, August Gonzalo, Josep Farràs, Francesc Mateu, Josep Torras, Josep Fernández, Conrad Giralt, Emili Bastons |           | 24 de gener                |
| Andrea Chénier                 | Umberto Giordano        | Josep Sabater    | Joan Villaviciosa | Cristóbal Altube, Apollo Granforte, Fidela Campiña, Mercè Roca |           | 29 de gener al 2 de febrer |
| Les noces de Fígaro            | Wolfgang Amadeus Mozart | Eugen Szenkar    | Georges Pauly     | Willi Domgraf-Fassbänder, Erna Berger, Hans Nissen, Carlota Dahmen, Karl Laufkotter, Aenne Michalsky, Magda Strack, Richard Bitterauf |           | 29 de gener al 2 de febrer |
| El barber de Sevilla           | Gioachino Rossini       | Alfredo Padovani | Joan Villaviciosa | Cristy Solari, Josep Fernández, Mercè Capsir, Carlo Galeffi, Vincenzo Bettoni, August Gonzalo, Elena Lucci, Josep Farràs |           |                            |